# Mattia Reginato
Mattia Reginato (Latina, 18 maggio 1990) è un giocatore di baseball italiano.

## Carriera

### Club
Cresciuto a Latina e poi prodotto dell'Accademia di Tirrenia, Reginato nel 2009 ha fatto il suo esordio nella Italian Baseball League con la maglia di Reggio Emilia, partendo titolare in tutte le occasioni. Nel 2010 è passato alla Fortitudo Bologna, parentesi durata solo un anno e condizionata da un infortunio al polso.
Nel 2011 si è trasferito al San Marino Baseball: in quell'anno ha messo a segno un fuoricampo da quattro punti nella finale di European Cup vinta contro Parma, venendo anche nominato MVP della manifestazione. Rimane nella piccola repubblica titana fino al 2014, conquistando complessivamente tre scudetti italiani e due titoli europei.
Nel 2015 si riavvicina a casa con la chiamata da parte del Nettuno 2. L'11 aprile 2015, nel match perso contro Bologna, è riuscito nella rara impresa di battere un cycle, ovvero la realizzazione di un singolo, un doppio, un triplo e un fuoricampo nell'arco della stessa partita. Prima dell'inizio della stagione 2016 è stato ufficializzato il suo ritorno a San Marino.

### Nazionale
Nel 2012 ha disputato il suo primo Europeo, vinto proprio dalla Nazionale azzurra. È stato convocato anche per l'edizione successiva 2014, persa in finale contro l'Olanda.

## Palmarès

### Club
- Campionati italiani: 3

San Marino: 2011, 2012, 2013
- European Cup: 2

San Marino: 2011, 2014

### Nazionale
- Campionati europei: 1

Italia: 2012